# Finalmente la felicità
Finalmente la felicità è un film del 2011 diretto e sceneggiato da Leonardo Pieraccioni e interpretato, oltre che da lui stesso, da Rocco Papaleo, Maurizio Battista e Ariadna Romero. Il film è uscito nelle sale cinematografiche il 16 dicembre 2011 distribuito da Medusa Film.

## Trama
Benedetto è un musicista di Lucca che, chiamato dalla trasmissione C'è posta per te di Maria De Filippi, scopre che la mamma, recentemente venuta a mancare, aveva adottato a distanza una bambina brasiliana. Sono passati diversi anni e la bambina in questione è diventata una splendida modella, Luna. Arrivata in Italia per lavoro, la ragazza contatta l'uomo, proprio grazie al famoso programma, perché vuole assolutamente conoscerlo.
Benedetto si legherà molto alla sorella adottiva, tanto da aiutarla a liberarsi del suo ex, Jesus, anch'egli un modello brasiliano, mettere su famiglia con lei, adottare a distanza un bambino di 8 anni di nome Ramon, come aveva fatto la madre, e realizzare il suo progetto: un laboratorio di musica dove i bambini potessero provare dal vivo qualsiasi strumento, così da poter scegliere istintivamente il preferito. Ciò grazie anche al contributo economico del direttore d'orchestra e suo amico di vecchia data, Argante Buscemi, che in passato gli aveva rubato il brano Felicità, composto da Benedetto in giovane età e sul quale Buscemi aveva costruito la sua fama e il suo successo.

## Produzione

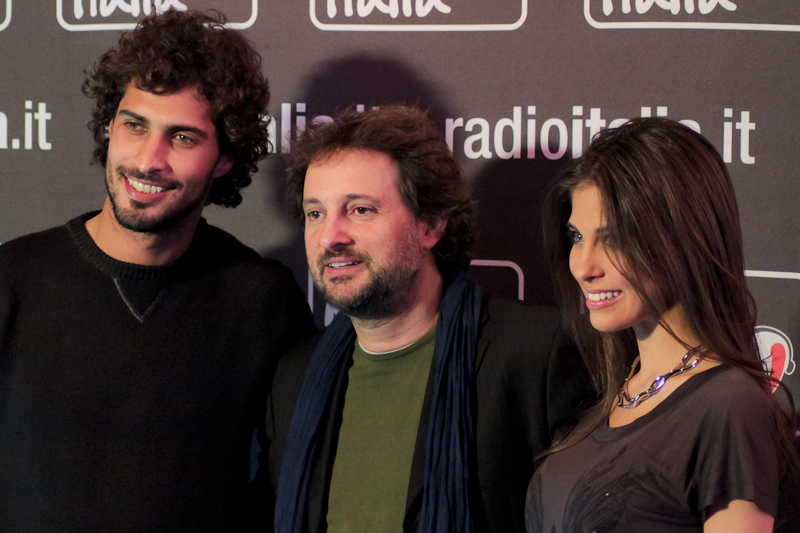
Thyago Alves, Leonardo Pieraccioni e Ariadna Romero all'anteprima del film presso Radio Italia nel 2011.

Le riprese del film, iniziate a maggio 2011, si sono svolte principalmente a Lucca, e nel Forte Village Resort di Santa Margherita di Pula (Cagliari). Il trailer del film è stato distribuito il 25 novembre 2011. In uscita dal 16 dicembre nelle sale cinematografiche, la pellicola ha avuto la sua anteprima il 13 dicembre a Firenze.

## Curiosità
- Massimo Ceccherini compare in un cameo come paziente dell'ospedale.[4]

## Accoglienza

### Incassi
In Italia il film ha incassato nel primo fine settimana di proiezione 1 653 759 euro, per un incasso totale di 10 323 224 euro.

## Musica
- Memoria e fiducia: testo Leonardo Pieraccioni, composta, chitarra, tastiere, virtual instruments Gianluca Sibaldi, cantato Silvia Benesperi, coro voci bianche della Cappella di Santa Cecilia (Lucca), diretto Sara Metteucci.
- Allegrone: composita da Gianluca Sibaldi, violino solista Fabio Lapi, violini primi Carlo Andrea Berti, Fabio Lapi, Giuditta Nardini, Riccardo Rossano e Angelica Vitali.
- La felicità: composta da Gianluca Sibaldi, canto vocalizzato Silvia Benesperi, oboe solista Nicola Bimbi, violini primi Carlo Andrea Berti, Fabio Lapi, Giuditta Nardini, Riccardo Rossano, Angelica Vitali.
- Allegrone Open Bus: composta, chitarre, percussioni, pianoforte, vocalizzi Gianluca Sibaldi.
- Tema di Benedetto (Adagio): composta, chitarra, pianoforte Gianluca Sibaldi, archi Orchestra Giovanile di Lucca, direzione artista Matteo Cammisa.
- Tema di Benedetto (Allegro): composta, chitarre, pianoforte, armonia synth Gianluca Sibaldi.
- Les zingaron: composta e testi francese nonsense, chitarre, virtual instruments Gianluca Sibaldi.
- Withnacross (Vitti 'na crozza): musica originale di cui l'autore è ignoto, testo originale Franco Li Causi, versione "Withnacross" realizzata, cantata con testo gramelot/inglese nonsense Gianluca Sibaldi.
- Samba de luna: composto, chitarra, pianoforte, virtual instruments Gianluca Sibaldi, archi Orchestra Giovanile di Lucca, direzione artistica Matteo Cammisa.
- Dance village: composta, samples, loops, virtual instruments Gianluca Sibaldi.
- Prezzemolo: composta, chitarre, pianoforte, virtual instruments Gianluca Sibaldi.
- You Can Try: composta, testo, chitarre, voce Gianluca Sibaldi, archi Orchestra Giovanile di Lucca, direzione artistica Matteo Cammisa.